# Sedlec (Praag)

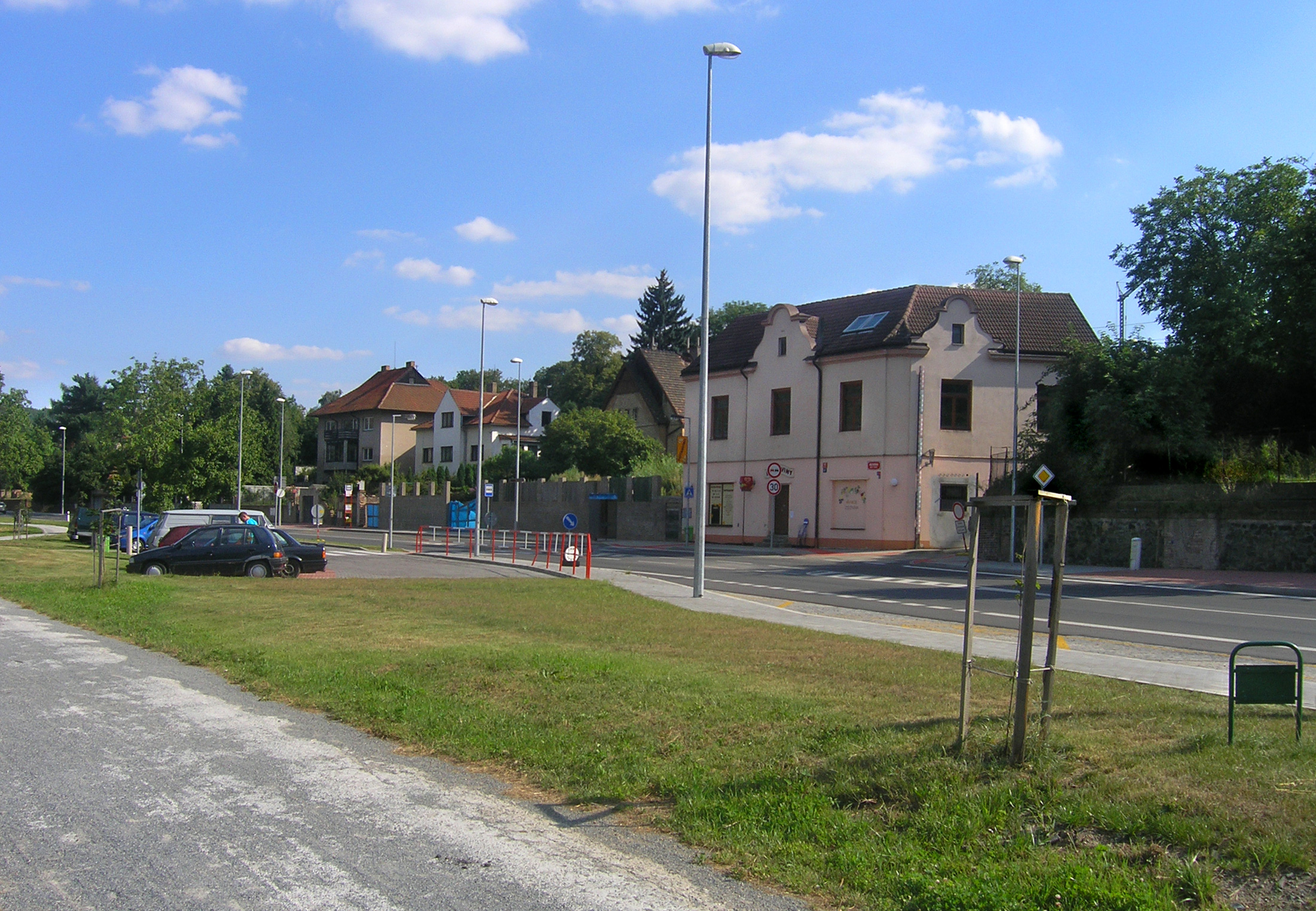
Straat in Sedlec

Sedlec is een wijk van de Tsjechische hoofdstad Praag. Tot het jaar 1922 was het een zelfstandige gemeente, vanaf dat jaar is het onderdeel van de hoofdstedelijke gemeente. De wijk hoort gedeeltelijk bij het gemeentelijke district Praag-Suchdol en gedeeltelijk bij Praag 6. Sedlec heeft 893 inwoners (2006). 